# 2. арондисман Париза
2. арондисман, Бурса, је један од 20 арондисмана француског главног града Париза. Са површином од 99 ха је најмањи арондисман у Паризу.

## Историја
2. париски арондисман настао је ширењем Париза у правцу севера у 15. и 16. стољећу. Прве грађевине настале су у 14. стољећу. Градски зид изграђен од Карла V, био је до данашње улице  Rue d'Aboukir. Под владавином Луја XIII, град се шири све до северних граница арондисмана, где се данас налазе велики булевари. 1860. године постављене су границе 2. арондисмана.

## Географски положај
2. арондисман се налази на десној обали Сене и северно од средишњег првог арондисмана. Граничи на истоку са 3. арондисманом и на северу са са 9. и 10. арондисманом.

## Четврти
Сваки арондисман у Паризу је подељен на четири кварта, који су везано за поделу на арондисмане, нумерисани бројевима од 1 до 80. Арондисман се дели на четири градске четврти:
- Quartier Gaillon (5.)
- Quartier Vivienne (6.)
- Quartier du Mail (7.)
- Quartier de Bonne-Nouvelle (8.)

## Демографски подаци
По попису становништва из 1999. године у 2. арондисману живело је 19.585 становника, што чини укупно 0,9% становништва Париза.
| Година | Број становника | Густоћа (стан. по km2) |
| ------ | --------------- | ---------------------- |
| 1861   | 81.609          | 82267                  |
| 1872   | 73.578          | 74.321                 |
| 1936   | 41.780          | 42.202                 |
| 1954   | 43.857          | 44.300                 |
| 1962   | 40.864          | 41.194                 |
| 1968   | 35.357          | 35.642                 |
| 1975   | 26.328          | 26.540                 |
| 1982   | 21.203          | 21.374                 |
| 1990   | 20.738          | 20.905                 |
| 1999   | 19.585          | 19.743                 |
| 2006   | 21.259          | 21.474                 |
| 2009   | 21.417          | 21.633                 |

## Политика

### Већница
Већница 2. арондисмана налази се на адреси 8 Rue de la Banque.

## Познате грађевине
- Bourse des Valeurs
- Palais Brongniart
- Zgrada stare Francuske nacionalne biblioteke
- Notre-Dame-des-Victoires
- Opéra-Comique
- Galerie Colbert,
- Galerie Vivienne

## Важније улице и тргови
- Rue Sainte Anne
- Rue de la Paix
- Rue Montorgueil
- Avenue de l'Opéra
- Rue du Quatre-Septembre
- Rue Réaumur
- Rue Montmartre
- Rue du Faubourg-Montmartre
- Rue Saint-Denis
- Rue Saint-Sauveur
- Rue du Sentier
- Rue de Richelieu
- Rue d'Uzès
- Rue Poissonnière
- Rue Notre-Dame-des-Victoires
- Rue d'Aboukir
- Rue Léopold-Bellan
- Rue du Louvre
- Rue de Turbigo
- Rue Étienne-Marcel
- Rue Saint-Augustin
- Rue des Petits-Champs
- Boulevard des Capucines
- Boulevard des Italiens
- Boulevard Montmartre
- Boulevard Poissonnière
- Boulevard de Bonne-Nouvelle
- Boulevard de Sébastopol
- Rue des Capucines
- Rue de la Banque
- Place de l'Opéra
- Place des Victoires